# Atriplex chenopodioides
Atriplex chenopodioides es una especie de planta perenne perteneciente a la familia de las amarantáceas.  Es originaria de la región mediterránea.

## Descripción
Es una planta anual, que alcanza un tamaño de hasta 1 m de altura. Tallo erecto, ramoso, subanguloso estriado, glabro en las partes más viejas y papiloso en las jóvenes. Las hojas de 2-6 × 2-6 cm, suborbicular-reniformes, caducas en la fructificación, carnositas, con base truncada osubcordada, ápice obtuso y margen dentado; pecíolo de longitud similar a la del limbo y éste con tres nervios marcados por el envés. Inflorescencia espiciforme compuesta, discontinua; terminal o axilar. Bractéolas fructíferas (2,5)3(3,5) ×(1,5)2(2,5) mm, soldadas en la base, membranosas, verdes, de ovado-romboidalesa ovado-triangulares, con fuerte ornamentación verrucosa en el dorso. Semillas de 1,5 mm de diámetro; radícula vertical.

## Distribución y hábitat
Se encuentra sobre suelos arenosos húmedos, salobres, y marismas.  Ibero-norteafricana en España en las Marismas del Guadalquivir y provincias de Córdoba y Jaén.

## Taxonomía
Atriplex chenopodioides fue descrita por  Jules Aimé Battandier y publicado en Flore de l'Algérie (1889)
Etimología
Atriplex: nombre genérico latino con el que se conoce a la planta.
chenopodioides: epíteto latino  que significa "similar a Chenopodium.
Citología
Número de cromosomas de Atriplex chenopodioides (Fam. Chenopodiaceae) y táxones infraespecíficos: 2n=18